# Sarkander
Sarkander nebo též Sarkandr (latinsky Sarcander) je staré křestní jméno a příjmení. Jako křestní jméno bylo dříve dětem dáváno na počest svatého Jana Sarkandra, většinou spolu se jménem Jan (výjimečně existovalo samostatně). Jeho původ je neznámý. V současnosti žádní nositelé křestního jména ani příjmení nežijí.

## Významní nositelé

### Křestní jméno
- Sarkander Filip Glatz (1712–1771) – moravský varhaník
- Sarkander Ježek (1746–1815) – moravský katolický kněz a náboženský spisovatel
- Jan Sarkandr Tománek (1947–2017) – český malíř, grafik a tvůrce animovaných filmů

### Příjmení
- svatý Jan Sarkander (1576–1620) – slezský katolický kněz a mučedník
- Mikuláš Sarkander (asi 1570–1622) – slezský římskokatolický duchovní, opavský inkvizitor, kanovník olomoucký a štrasburský, bratr sv. Jana Sarkandra